# Joseph Stallaert

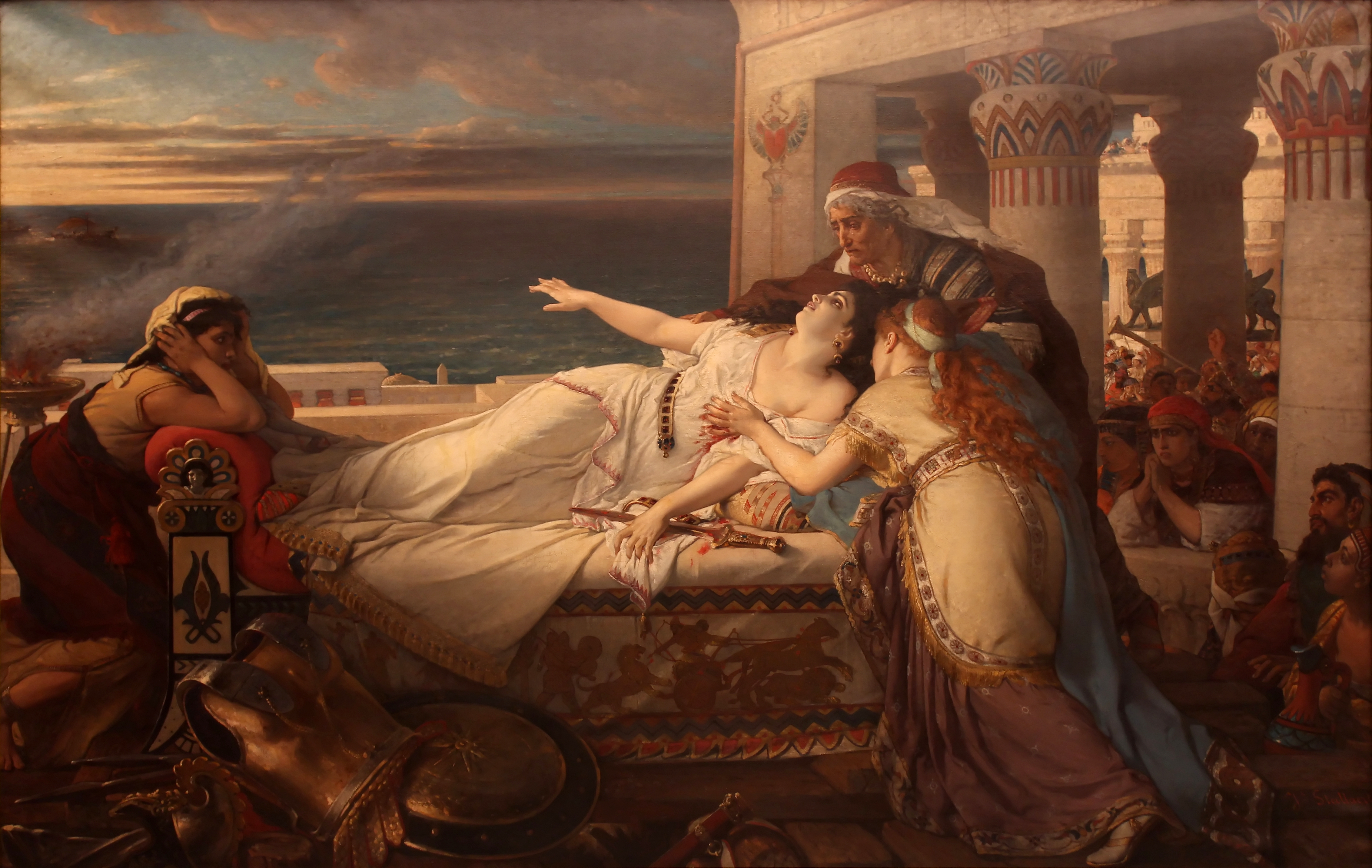
Joseph Stallaert, Didos död.

Joseph Stallaert, född den  19 mars 1825 i Merchtem (Brabant), död den 24 november 1903 i Ixelles, var en belgisk målare.
Stallaert var lärjunge av François-Joseph Navez, utförde liksom denne klassiska ämnen i klassisk stil: Didos död, Diomedes (båda i museet i Bryssel), Polyxenes offer (museet i Gent), Odysseus med flera. Han utförde dekorativa målningar i grevens av Flandern palats och i Nationalbanken i Bryssel. Stallaert var direktör för akademien i Tournai och därefter för akademien i Bryssel.